# Вила Естенсе
Вила Естенсе (итал. Villa Estense) је насеље у Италији у округу Падова, региону Венето.
Према процени из 2011. у насељу је живело 1369 становника. Насеље се налази на надморској висини од 8 м.

## Становништво
| 1931. | 1936. | 1951. | 1961. | 1971. | 1981. | 1991. | 2001. | 2011. |
| ----- | ----- | ----- | ----- | ----- | ----- | ----- | ----- | ----- |
| 3.934 | 3.936 | 3.741 | 2.917 | 2.660 | 2.558 | 2.386 | 2.423 | 2.322 |